# James Patrick Cannon

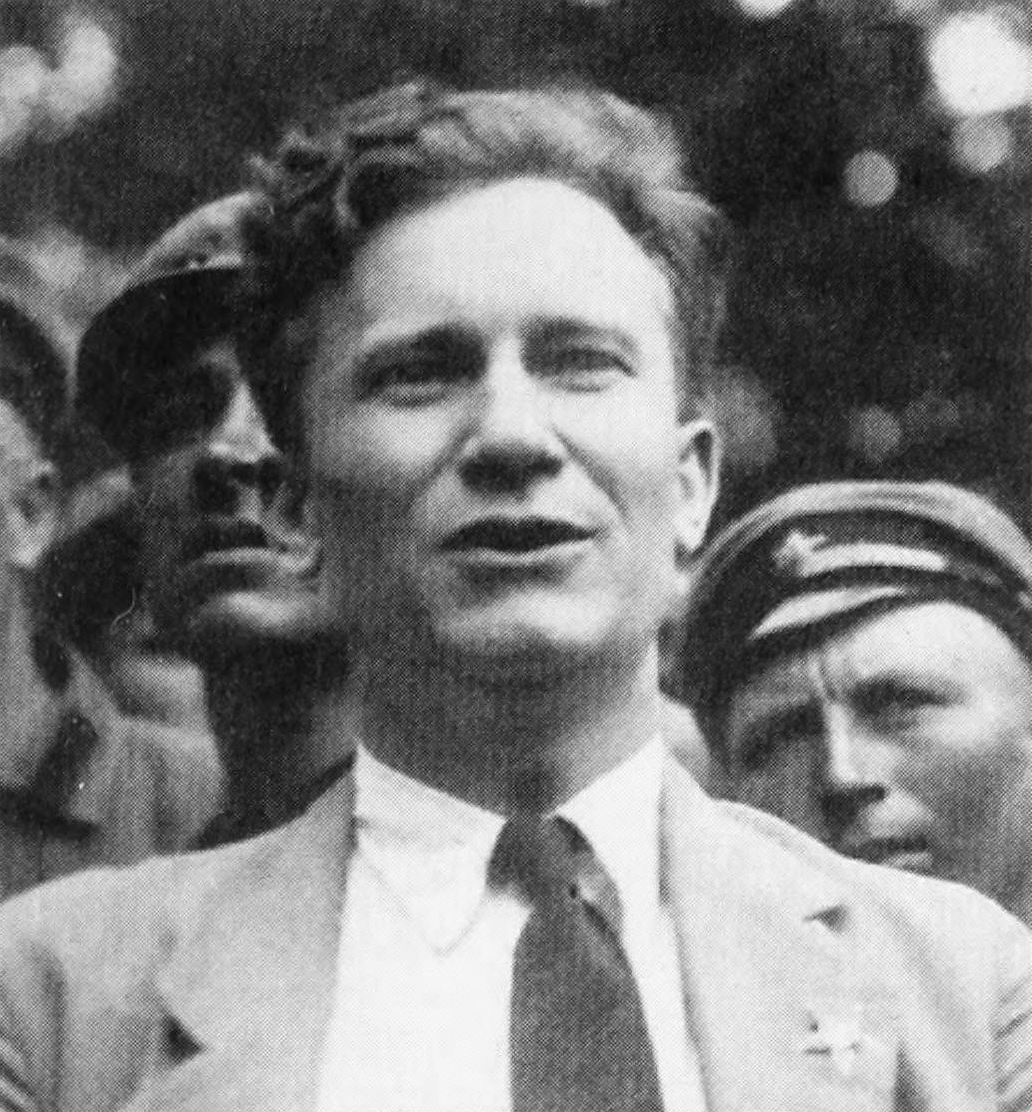
James P. Cannon

James Patrick Cannon (ur. 11 lutego 1890 w Rosedale w stanie Kansas, zm. 21 sierpnia 1974 r. w Los Angeles) – amerykański komunista i działacz związkowy. Przywódca amerykańskich trockistów.

## Życiorys
Pochodził z robotniczej rodziny, irlandzkich katolików. W wieku 18 lat, wstąpił do partii socjalistycznej (Socialist Party of America). Przed I wojną światową i w jej trakcie założył w Stanach Zjednoczonych komórki organizacji związkowej Robotników Przemysłowych Świata (Industrial Workers of the World). Sprzeciwiał się wojnie, z pozycji internacjonalisty, popierał rewolucję październikową. Od czerwca 1922 r. do stycznia 1923 r. przebywał w Rosji, gdzie był członkiem Prezydium Komitetu Wykonawczego Międzynarodówki Komunistycznej w Moskwie i delegatem na IV Kongres Międzynarodówki Komunistycznej. Został wydalony z partii wraz z innymi trockistami po przejęciu władzy przez stalinistów. W 1928 roku Cannon stworzył wraz z Maxem Shachtmanem i Martinem Abernem Komunistyczną Ligę Ameryki, której został czołowym przywódcą, została ona później przekształcona w Socjalistyczną Partię Robotniczą. Wydawał jej organ prasowy The Militant. W 1941 roku Cannon wraz z innymi przywódcami swojej partii i Socjalistycznej Partii Robotniczej oraz sekcji Nr 544 związku zawodowego kierowców ciężarówek (Kongresu Organizacji Przemysłowych) staje przed sądem w Minneapolis za propagowanie sprzeciwu wobec amerykańskiego udziału w II wojnie światowej. Pomimo rozprawy apelacyjnej został skazany i spędził w więzieniu federalnym w Sandstone rok i cztery miesiące, opuścił je w roku 1945. Do roku 1953 był Sekretarzem krajowym Socjalistycznej Partii Robotniczej. W latach 1953–1972 sprawował funkcję jej przewodniczącego, od roku 1972 do śmierci honorowego przewodniczącego.